# Ingo Stützle
Ingo Stützle (* 1976) ist ein deutscher Politikwissenschaftler.

## Leben
Stützle studierte an der Freien Universität Berlin Politikwissenschaft und promovierte 2012 an der Philipps-Universität Marburg mit einer Arbeit mit dem Titel Der ausgeglichene Staatshaushalt als Paradigma und politisches Projekt. Basierend hierauf veröffentlichte er 2013 das Buch Austerität als politisches Projekt. Von der monetären Integration Europas zur Eurokrise. Für seine Arbeit erhielt er 2013 den Jörg-Huffschmid-Preis.
Stützles Forschungsschwerpunkte sind die marxistische Geldtheorie und die Europäische Integrationsforschung. Ferner forscht und schreibt er zum Themengebiet Kritik der politischen Ökonomie. 2008 erhielt er den David-Rjazanov-Preis für die „beste Nachwuchsarbeit auf dem Gebiet der Marx-Engels-Forschung und -Edition“. Stützle ist Mitglied der Redaktion der PROKLA. Zeitschrift für kritische Sozialwissenschaften. Seit 2019 betreut er beim Karl Dietz Verlag Berlin die Marx-Engels-Werkausgabe (MEW).
Stützle war Redaktionsmitglied der Monatszeitung ak – analyse & kritik und veröffentlichte dort Buchbesprechungen und Artikel.

## Schriften
- mit Lars Bretthauer, Alexander Gallas, John Kannankulam (Hrsg.): Poulantzas lesen. Zur Aktualität marxistischer Staatstheorie. VSA-Verlag, Hamburg 2006, ISBN 978-3-89965-177-5. (PDF).
  - englischsprachige Ausgabe: Reading Poulantzas. Merlin Press, London 2011, ISBN 978-0-85036-647-1.
- mit Jan Hoff, Alexis Petrioli, Frieder Otto Wolf (Hrsg.): Das Kapital neu lesen. Beiträge zur radikalen Philosophie. Münster 2006, ISBN 3-89691-605-X.
- Staatsverschuldung im Paradigmenwechsel von Keynesianismus zu Neoklassik: Das Konzept des „ausgeglichenen Staatshaushalts“ untersucht anhand des „Sachverständigenrates zur Begutachtung der gesamtwirtschaftlichen Entwicklung“. VDM-Verlag, Saarbrücken 2008, ISBN 978-3-8364-8094-9.
- gemeinsam mit Valeria Bruschi, Antonella Muzzupappa, und Sabine Nuss: PolyluxMarx. Bildungsmaterial zur Kapital-Lektüre. Erster Band, Karl Dietz Verlag, Berlin 2012, ISBN 978-3-320-02286-0 (PDF).
- Austerität als politisches Projekt. Von der monetären Integration Europas zur Eurokrise. Westfälisches Dampfboot, 2. korrigierte Auflage Münster 2014 (zuerst 2013), ISBN 978-3-89691-938-0 (zugl. Diss., Univ. Marburg, Marburg 2012, u. d. T.: Der ausgeglichene Staatshaushalt als Paradigma und politisches Projekt; korrigierte 2. Auflage auf hcommons.org).
- mit Stephan Kaufmann: Kapitalismus: die ersten 200 Jahre. Thomas Pikettys „Das Kapital im 21. Jahrhundert“. Einführung, Debatte, Kritik. Bertz + Fischer, Berlin 2014, ISBN 978-3-86505-730-3 (erweiterte Neuauflage ebenda 2020, ISBN 978-3-86505-764-8).
  - englische Übersetzung: mit Stephan Kaufmann: Thomas Piketty’s Capital in the Twenty-First Century. An Introduction. Verso. London 2017, ISBN 978-1-78478-614-4.
- mit Stephan Kaufmann: Ist die ganze Welt bald pleite? Populäre Irrtümer über Schulden. Bertz + Fischer. Berlin 2015, ISBN 978-3-86505-751-8.
- mit Rolf Hecker (Hrsg.): Karl Marx: Das Kapital. 1.5. Die Wertform, Berlin 2017, ISBN 978-3-320-02334-8.
- mit Rolf Hecker (Hrsg.): Marx Engels Werke. Band 44, Berlin 2018, ISBN 978-3-320-02336-2.
- Autorenkollektiv: Mythen über Marx. Die populärsten Kritiken, Fehlurteile und Missverständnisse, Berlin 2018, ISBN 978-3-86505-748-8.
- mit Martin Beck (Hrsg.): Die neuen Bonapartisten: mit Marx den Aufstieg von Trump & Co. verstehen. Dietz Verlag, Berlin 2018, ISBN 978-3-320-02348-5 (PDF).
- als Hrsg.: Work-Work-Balance. Marx, die Poren des Arbeitstags und neue Offensiven des Kapitals. Dietz Verlag, Berlin 2020, ISBN 978-3-320-02366-9.
- mit Rolf Hecker (Hrsg.): Engels’ »Anti-Dühring«. Kontext, Interpretationen, Wirkung (Begleitband zur Neuen Studienausgabe). Dietz Verlag, Berlin 2020, ISBN 978-3-320-02370-6.
- mit Stephan Kaufmann: Kredit der Macht. Staatsschulden – was sie sind, was sie leisten und für wen sie ein Problem sind, Rosa-Luxemburg-Stiftung, Berlin 2021 (PDF).